# Bob Backlund
Robert Lee "Bob" Backlund (14 de agosto de 1949) es un luchador profesional y actor estadounidense. Actualmente trabaja como embajador para la empresa WWE.
Su carrera en el ring que se extendió por más de 30 años. Durante ese tiempo, pasó a convertirse dos veces Campeón Mundial Peso Pesado de la WWWF/WWF, siendo el primero de sus reinados de cinco años y medio, siendo el segundo luchador tras Bruno Sammartino en poseer durante más tiempo el Campeonato de la WWE.
Backlund también fue un luchador amateur para la Universidad Estatal de Dakota del Norte a finales de 1960 y principios de 1970. Backlund continúa trabajando en el negocio de la lucha libre profesional en varias capacidades. En el año 2000, sin éxito Backlund se postuló en Connecticut para un puesto en el Congreso en una candidatura republicana.

## Carrera
En 1969 durante su primer año, Backlund fue un All-America en fútbol americano y lucha libre (191 libras acabado tercero), para el Waldorf Junior College en Forest City, IA. Durante su campaña siendo estudiante de segundo año, Backlund se centró en la lucha libre y una vez más, ganó honores como All American (190 libras y subcampeón Nacional). Backlund fue un luchador amateur en la Universidad Estatal de Dakota del Norte, ganando el Campeonato de II División de la NCAA de 190 libras en 1971. En 1972 Backlund es movido a la categoría de pesos pesados y terminó quinto en los nacionales de la NCAA DII. Graduada de Princeton, MN High School, donde fue uno de los finalistas estatales en la lucha libre. Se graduó de la Universidad Estatal de Dakota del Norte con una licenciatura en educación física.

### World Wide Wrestling Federation / World Wrestling Federation (1977–1984)
A principios de 1977, Backlund firmó con la World Wide Wrestling Federation de Vincent J. McMahon. Backlund fue dirigido por "The Golden Boy" Arnold Skaaland desde el principio. En menos de cuatro meses de su carrera con la WWWF, Backlund recibió su primera oportunidad por el Campeonato Mundial Peso Pesado de la WWWF en contra de "Superstar" Billy Graham donde perdió por cuenta fuera. Sin embargo, se proclamaría campeón en febrero de 1978, manteniendo el título durante más de cinco años, cuando en diciembre de 1983 lo perdería a manos de The Iron Sheik. El 9 de agosto de 1980 fue campeón en pareja junto a Pedro Morales, pero su reinado duró poco, ya que al día siguiente el campeonato fue declarado vacante debido a su estatus de campeón de la empresa.
Después de haber sido popular entre los fanes desde temprano, en los meses finales de su reinado, los fanáticos empezon a cansarse de su personaje. En 1983, fue votado "luchador más sobrevalorado" por el Wrestling Observer Newsletter. Vincent K. McMahon (quien había comprado la WWF de su padre), quería poner el título en el más carismático y musculoso Hulk Hogan. McMahon sugirió inicialmente que Backlund se volviese heel y perdiera contra Hogan pero cuando Backlund lo rechazó, un campeón transitorio fue necesario entre Backlund y Hogan. El 26 de diciembre de 1983, Backlund (recientemente "lesionado" en un angle de TV en la cual The Iron Sheik lo había agredido) perdió el título frente a The Iron Sheik. El mánager de Backlund, Arnold Skaaland, tiró la toalla mientras Backlund estaba encerrado en un "Camel Clutch". Debido a que Backlund fue declarado "lesionado", se le negó una revancha automática. En cambio, fue dada a Hulk Hogan un oportunidad por el título y se convirtió en el nuevo Campeón de la WWF. Backlund siguió trabajando para la WWF por un tiempo después del cambio de título, pero no recibió otra oportunidad en el cinturón, eventualmente abandonando la WWF en agosto de 1984.

### Regreso a la WWF (1992–1997)
En 1992, Backlund volvió a la WWF. Durante su ausencia, la WWF se había ampliado en una promoción de lucha libre internacional, debido en parte a los coloridos personajes de la "Rock 'n Wrestling Connection Era" que Hulk Hogan había iniciado ocho años antes. Backlund, cuyo personaje seguía siendo el mismo que como era en su apogeo, parecía estar fuera de sintonía con la evolución de la WWF. Muchos fanes no lo recordaban, ya que había dejado la empresa justo antes de la expansión nacional de Vince McMahon. Su etapa inicial en la WWF fue en gran parte sin mayores incidentes y principalmente en luchas de mediana relevancia. Sin embargo, en Royal Rumble 1993, duró 61 minutos y diez segundos en la lucha, un récord de duración que no sería roto hasta el 2004 (por Chris Benoit). La primera aparición de Backlund en un evento WrestleMania (WrestleMania IX) fue una derrota contra Razor Ramon.
En el episodio del 28 de julio de 1994 de Superstars, Backlund luchó en lo que fue anunciado como una lucha de "Vieja Generación vs. Nueva Generación" contra Bret Hart, con el Campeonato de la WWF de Hart en juego. Durante las semanas precedentes, la WWF mostró vignettes de Backlund entrenando para esa lucha. Hart ganó la lucha después de que Backlund creyó erróneamente que había ganado y ayudó a Hart a levantarse. Backlund "estalló" después de Hart en varias ocasiones intentó ofrecer un saludo deportivo tras la lucha. Él abofeteó a Hart en la cara y lo encerró en una crossface chickenwing, mientras gritaba histéricamente. Después de soltar finalmente la llave, Backlund miró sus manos en aparente shock. Backlund comenzó entonces a "estallar" regularmente de manera similar durante sus luchas, atacando brutalmente a su oponente con el crossface chickenwing y negándose a liberarlo hasta que el oponente se rindiera. Él entonces aparentemente volvía de nuevo a la normalidad y aparecía horrorizado por lo que había hecho.
En un episodio de Monday Night Raw poco después de su lucha con Hart, Backlund afirmó que él debía ser aún considerado como el legítimo Campeón de la WWF, ya que él no había sido cubierto por The Iron Sheik, ni se había rendido al "camel clutch". Backlund siguió luchando bajo el nuevo gimmick de un excéntrico altamente volátil, quien quería enseñar una lección a "la nueva generación". Vestía con trajes de negocios, tenía una personalidad hiperactiva y utilizaba (y a menudo mal utilizaba, para efecto cómico) palabras largas durante sus entrevistas. Exigió que se lo llamara Mr. Bob Backlund. Solo firmaba autógrafos para los fanes de la lucha si estos recitaban los nombres de todos los presidentes de los Estados Unidos en orden cronológico. En varios casos, agredió a varios luchadores y otros empleados WWF y los colocó en el crossface chickenwing. Las víctimas incluyeron a Jim Ross, Duke "The Dumpster" Droese, el escritor de la revista WWF Magazine Lou Gianfriddo y su exmánager Arnold Skaaland, a quien culpó de costarle el Campeonato de la WWF en 1983.
El 23 de noviembre de 1994, en el evento Survivor Series en San Antonio, Texas, Backlund se enfrentó ante Bret Hart en un "Throw in the Towel" submission match por el Campeonato de la WWF. El hermano de Bret Owen Hart estaba en la esquina de Backlund (llevando lo que Backlund pretendía era la misma toalla que Skaaland lanzó al ring en 1983) y Davey Boy Smith en la de Hart. El objeto de la lucha era de poner al oponente en una llave de sumisión y hacer a la persona en su esquinero tirar la toalla. En la lucha, Smith persiguió a Owen (quien había interferido a espaldas del árbitro para romper una llave), pero escapó y golpeó su cabeza contra las escaleras del ring. Cuando Bret se dio vuelta para discutir con su hermano, Backlund aprovechó la oportunidad para aplicar el crossface chickenwing en el campeón. Hart luchó por ocho minutos y medio, pero se negó a renunciar. Con Smith incapacitado, Owen, fingiendo preocupación por su hermano, se acercó a sus padres (Stu y Helen) sentados en primera fila y les rogó a tirar la toalla para salvar a Bret de lesionarse. Él le dio la toalla a su madre. Después de varios minutos (durante los cuales Stu Hart discutió con Helen contra el pedido de Owen y le arrancó la toalla de las manos), Helen Hart tiró la toalla, dando la lucha de 35 minutos y el Campeonato de la WWF a Backlund.
El segundo reinado de Backlund como Campeón de la WWF sería corto. Perdió el título tres días más tarde ante Diesel en un show no televisado en el Madison Square Garden, el sitio de muchas victorias de Backlund en las décadas de 1970 y 1980. Diesel pateó a Backlund en el estómago, le dio una Jackknife Powerbomb y lo cubrió en ocho segundos. Durante varias semanas después, los fanáticos atormentaron a Backlund con cánticos de "Ocho segundos! Ocho segundos!" En una entrevista en 2005 para Pro Wrestling Torch, Kevin Nash (alias Diesel) recordó cómo Backlund "vendió" su Jackknife Powerbomb al arrastrarse por la rampa de entrada hasta la zona de vestidores. Nash dijo: "Él no podía haberme puesto más fuerte." Esta lucha fue la última vez que el Campeonato de la WWF cambió de manos en un evento no televisado. Por casi 19 años, esta lucha fue también el más corto combate por el título de la WWF, quedaría empatado por Randy Orton al cobrar su contrato de Money in the Bank sobre Daniel Bryan en SummerSlam en 2013 y por Dean Ambrose también cobrando su contrato de Money in the Bank sobre Seth Rollins en Money in the Bank en 2016.
Después de la pérdida del título, Backlund luchó progresivamente con menos frecuencia, nunca alcanzado el estatus de evento principal nuevamente. Uno de sus últimas luchas en la WWF fue un "I Quit" match contra Bret Hart en WrestleMania XI el 2 de abril de 1995. Perdió, aunque en realidad nunca dijo "I quit", en su lugar gritando algo ininteligible en el micrófono, lo que el árbitro especial invitado Roddy Piper pareció interpretar como "I quit".
Después de WrestleMania, la WWF empezó un angle en el cual Backlund declaró su candidatura para Presidente de los Estados Unidos. Varias viñetas fueron emitidas, presentando a Backlund predicando valores socialmente conservadores. Una lo mostró realizando campaña en la playa. Backlund también se enfrentó a un imitador de Bill Clinton, quien estaba sentado en primera fila en Survivor Series 1995. El angle fue abandonado silenciosamente antes de que llegara a una conclusión.
Desde fines de 1996 a principios de 1997, Backlund unió fuerzas con su viejo rival, The Iron Sheik, para manejar a The Sultan en la WWF. Dejó la WWF poco después de In Your House 14: Revenge of the 'Taker el 20 de abril, donde dirigió a The Sultan en su victoria sobre Flash Funk.

### Apariciones esporádicas (2000, 2007, 2012-2013)
En el 2000 apareció en el Royal Rumble y entró en #14 la cual no duro mucho ya que Chris Jericho lo eliminó. Después de eso, manejó brevemente al Campeón Intercontinental y Europeo Kurt Angle, enseñándole su crossface chickenwing a Angle. Luego, Angle despidió a Backlund y lo encerró en esa llave después de descubrir que Backlund lo puso en un Triple Threat match de dos caídas contra Chris Benoit y Chris Jericho (con sus dos títulos en juego) en WrestleMania 2000.
En el episodio del 15° aniversario de RAW del 10 de diciembre de 2007, Backlund participó en la "15th Anniversary Battle Royal" junto a otros 14 luchadores de los 15 años de historia de Raw. Backlund fue eliminado de la lucha por Skinner.
El 9 de julio de 2012, hizo una aparición sorpresa en RAW como la leyenda de turno que se enfrentaría a Heath Slater, al cual terminó aplicándole su famosa llave "Crossface Chickenwing". Volvió a aparecer en el RAW 1000th Episode, junto a las demás leyendas a las que se enfrentó Slater en su combate contra Lita. En febrero del 2013 fue inducido al Hall of Fame. Volvió a la WWE para elegir al árbitro del MAIN EVENT de Hell in a Cell pero, sin embargo, perdió en la votación ante Shawn Michaels. La otra persona era Booker T.

### WWE (2016 - 2018)
Backlund regresó el 5 de mayo de 2016 siendo este el nuevo entrenador de vida de Darren Young.

## Campeonatos y logros
- Championship Wrestling from Florida
  - NWA Florida Tag Team Championship (1 vez) — con Steve Keirn[11]

- Georgia Championship Wrestling
  - NWA Georgia Tag Team Championship (1 vez) — con Jerry Brisco[12]

- NWA Western States Sports
  - NWA Western States Heavyweight Championship (3 veces)[13]

- St. Louis Wrestling Club
  - NWA Missouri Heavyweight Championship (1 vez)[14]

- World Wide Wrestling Federation / World Wrestling Federation / WWE
  - WWWF / WWF World Heavyweight Championship (2 veces)[15]
  - WWF Tag Team Championship (1 vez) — con Pedro Morales[16]
  - WWE Hall of Fame (2013)
  - Slammy Award (1 vez)
    - Most Eccentric (1994)

- Wrestle Association R
  - WAR World Six-Man Tag Team Championship (1 vez) — con Scott Putski & The Warlord[17]

- Pro Wrestling Illustrated
  - Luchador del año (1980)[18]
  - Luchador del año (1982)[19]
  - Lucha del año (1978) vs. Billy Graham (20 de febrero)
  - Lucha del año (1982) vs. Jimmy Snuka (28 de junio)
  - Luchador más odiado del año (1994)
  - Luchador más inspirador del año (1977)
  - Luchador más inspirador del año (1981)
  - Situado en el Nº54 en los PWI 500 de 1991[20]
  - Situado en el Nº46 en los PWI 500 de 1992[21]
  - Situado en el Nº64 en los PWI 500 de 1993[22]
  - Situado en el Nº86 en los PWI 500 de 1994[23]
  - Situado en el Nº55 en los PWI 500 de 1995[24]
  - Situado en el Nº301 en los PWI 500 de 1996[25]